# Schrondweiler
Schrondweiler est une section de la commune luxembourgeoise de Nommern située dans le canton de Mersch.